# Олдос Гакслі
О́лдос Га́кслі (англ. Aldous Leonard Huxley; 26 липня 1894, Годалмінг, Суррей, Велика Британія — 22 листопада 1963, Лос-Анджелес) — англійський письменник, есеїст і критик, прозаїк XX століття, відомий своїм антиутопічним романом «Прекрасний новий світ».

## Життєпис
Як за батьківською, так і за материнською лініями належав до британської культурної еліти, що дала цілу низку видатних вчених, письменників і художників. Його батько — письменник Леонард Гакслі, дід по батькові — біолог Томас Генрі Гакслі; по матері він є правнуком історика та педагога Томаса Арнолда й онучатим небожем письменника Мет'ю Арнолда. Його брати Джуліан Гакслі та Ендрю Гакслі були відомими біологами.
Мати Олдоса померла, коли він мав 13 років. Через три роки Олдос захворів на запалення ока і згодом його зір значно погіршився. Через це він був звільнений від військової служби під час Першої світової війни.
Свій перший (неопублікований) роман Гакслі написав у віці 17 років, коли вивчав літературу в Балліольському коледжі (Оксфорд). Вже у віці 20 років він вирішив стати професійним письменником.
1937 — переїхав до Каліфорнії. Саме тут починався його основний творчий період.
1938 — познайомився з Крішнамурті Джідду. Під його впливом зацікавився різними містичними вченнями.
1953 — взяв участь в експерименті Гамфрі Осмонда з дослідження впливу мескаліну на людську свідомість. Згодом у листуванні з Осмондом письменник вперше вжив слово «психоделіка» для опису впливу мескаліну на свідомість.
Есеї «Двері сприйняття» та «Небо і пекло» описують спостереження та хід цього експерименту. «Двері сприйняття» стали культовим текстом для багатьох радикальних інтелектуалів 1960-х років і дали назву знаменитій музичній групі «The Doors».
Помер від раку гортані. Незадовго до його смерті під час пожежі в його власному будинку згоріли всі рукописи Олдоса Гакслі.

## Звинувачення в порушенні авторських прав
За 8 років до виходу у світ роману «Прекрасний новий світ», у 1924 році, в Польщі опублікований роман польського письменника Мечислава Смолярського «Місто світла», а за 3 роки надрукований другий антиутопічний роман Смолярського «Весільна подорож пана Гамільтона». Романи користувалися досить великим попитом, зокрема перший з них вийшов накладом у 80 тисяч примірників, що було досить великою рідкістю на той час. Роман «Місто світла» також невдовзі був перекладений кількома мовами, зокрема англійською. Сюжет роману «Прекрасний новий світ», який вийшов у світ дещо пізніше за твори польського письменника, частково перекликався із романом «Місто світла», частково також із романом «Весільна подорож пана Гамільтона». Схожість сюжету роману британського письменника спричинила те, що в 1948 році Смолярський через польське відділення ПЕН-клубу особисто звернувся до Гакслі зі звинуваченням у плагіаті на сторінках його роману «Прекрасний новий світ». Проте цей лист так і залишився без відповіді. Частина польських літературознавців та літературних критиків у своїх статтях та літературознавчих розвідках підтримують звинувачення Смолярського, проте така точка зору не підтримується усіма літературознавцями, які наводять і суттєві відмінності в сюжетній лінії та ідеологічній основі роману.

## Переклади українською
- Олдос Хакслі. Жовтий Кром / Пер. з англ.: В'ячеслав Вишневий // «Всесвіт (Київ)». — 1978. — №1 (589)  — Стор. 70-177.
- Олдос Гакслі. Прекрасний новий світ / Пер. з англ.: Сергій Маренко; мал.: Олег Блащук // «Всесвіт» (Київ). — 1994. — №5-6 (785-786). — Стор. 64-119; №7 (787). — Стор. 96-135.
- Олдос Гакслі. Брама сприйняття / Пер. з англ.: Олександр Буценко // «Всесвіт» (Київ). — 1994. — №5-6 (785-786). — Стор. 120-134.
- Олдос Гакслі. Небо і пекло / Пер. з англ.: Олександр Буценко // «Всесвіт» (Київ). — 1994. — №7 (787). — Стор. 136-154.
- Олдос Гакслі. Усмішка Джоконди / Пер. з англ.: Олена Поманська // «Всесвіт» (Київ). — 1999. — №5-6 (844). — Стор. 68-84.
- Олдос Гакслі. Який чудесний світ новий! / Пер. з англ..: Віктор Морозов; малюнки: Студія DVOIKA. — Львів: Видавництво старого лева, 2016. — 368 стор. ISBN 978-617-679-333-5
- Олдос Гакслі. Який чудесний світ новий! Переклад з англійської: Віктор Морозов; Київ: BookChef, 2024. – 304 стор. ISBN 978-966-993-557-1